# Бор (Великоустюгский район)
Бор — деревня в Великоустюгском районе Вологодской области.
Входит в состав Покровского сельского поселения, с точки зрения административно-территориального деления — в Покровский сельсовет.
Расстояние по автодороге до районного центра Великого Устюга — 45 км, до центра муниципального образования Ильинского — 15 км. Ближайшие населённые пункты — Баюшевская, Алексеевская, Палема.
По переписи 2002 года население — 1 человек.